# Salvia herbanica
Salvia herbanica là một loài thực vật có hoa trong họ Hoa môi. Loài này được A.Santos & M. Fernández miêu tả khoa học đầu tiên năm 1986 publ. 1988.